# 花隈城

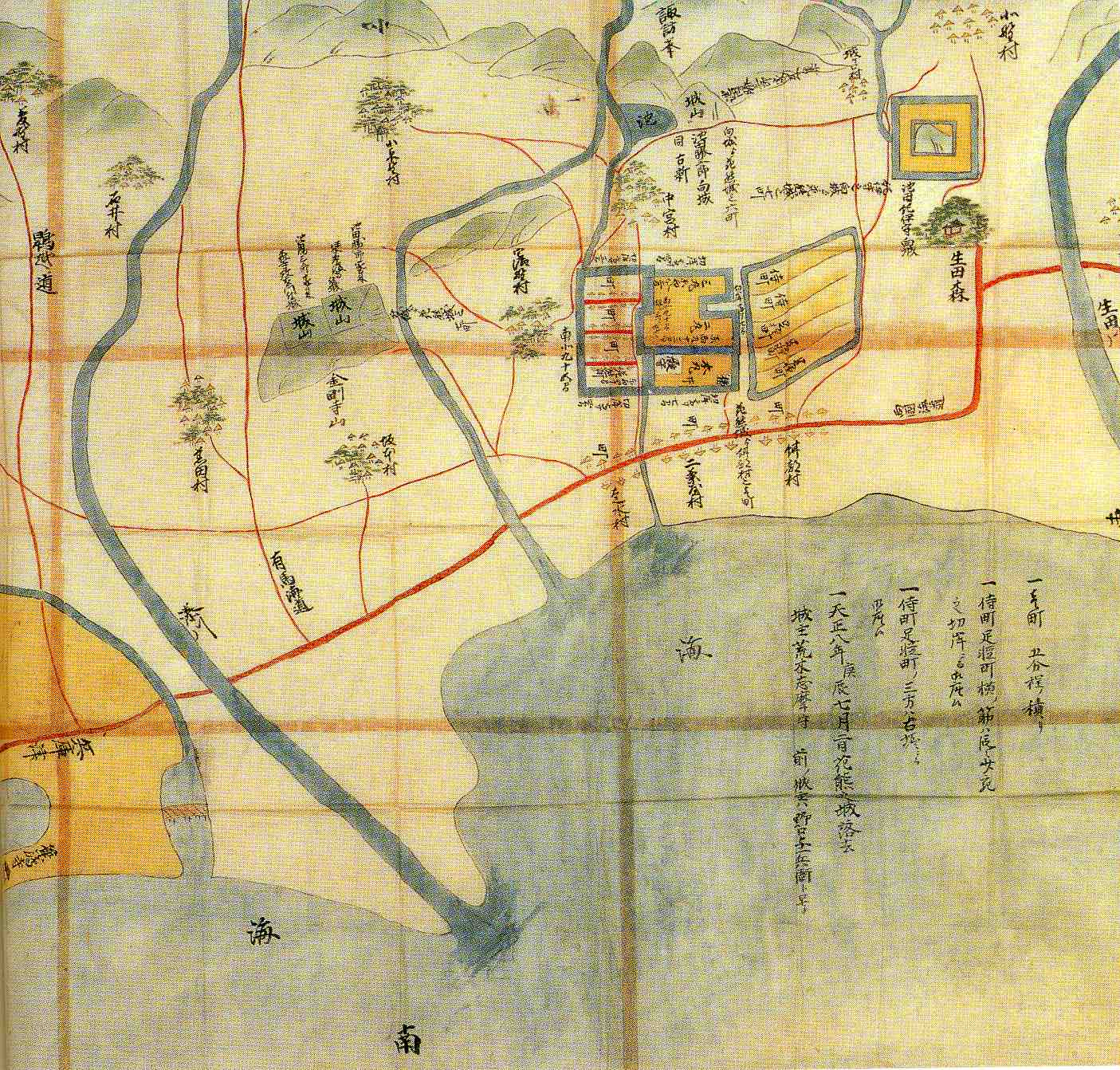
摂津国花熊之城図/岡山大学付属図書館所蔵

花隈城（はなくまじょう）は、摂津国八部郡花熊村（現・兵庫県神戸市中央区花隈町）の元町駅西方にあった日本の城。別名は花熊城。

## 概要

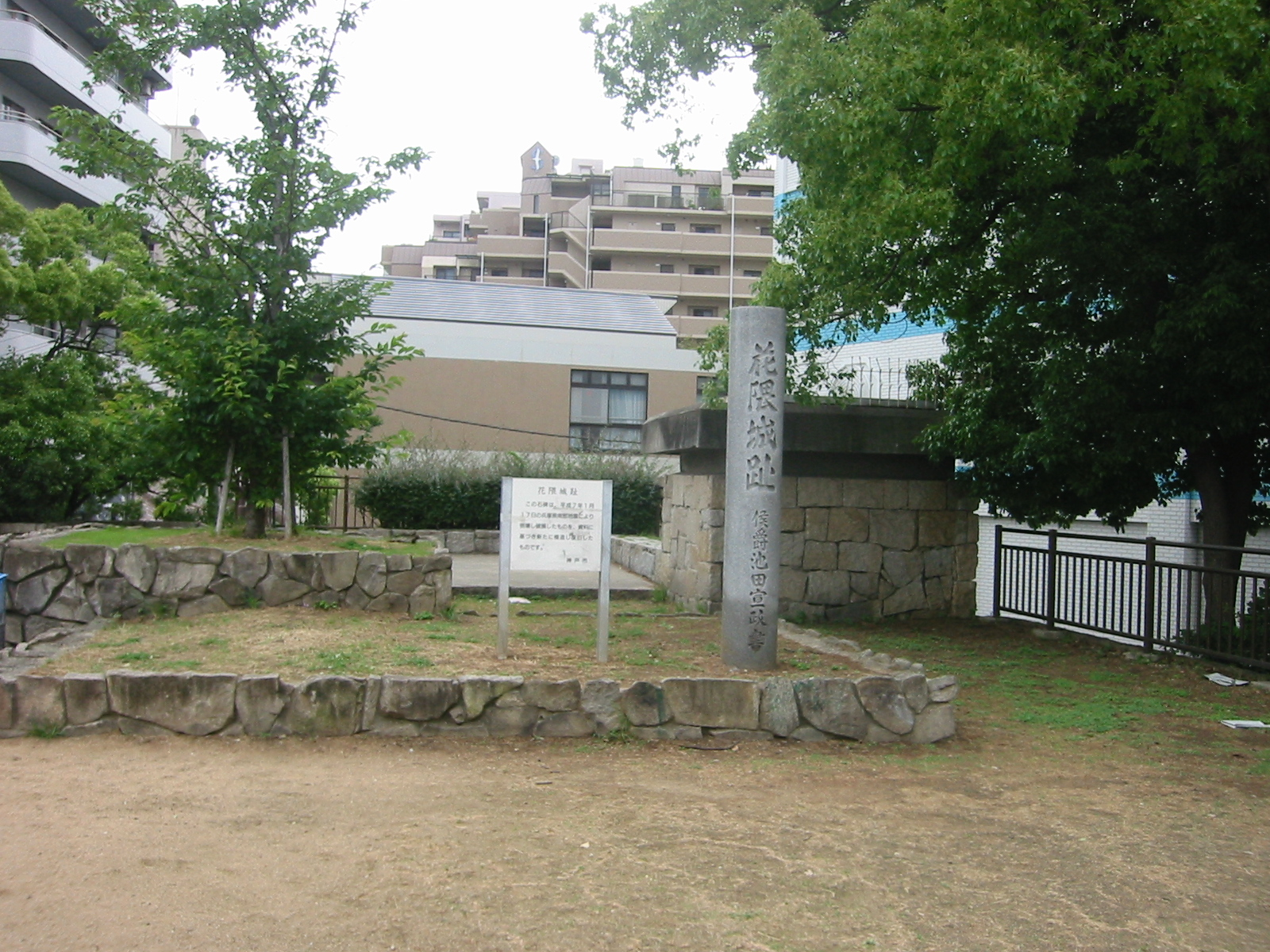
公園内にある石碑

花隈城は「鼻隅城」と書くこともあった。これは六甲山の丘陵が海に突き出ている様子を「鼻」、その稜線を「隅」で言い表したものである。またかつてはこの付近一帯のことを「花熊」と呼んでいたことも窺える。
永禄10年（1567年）、織田信長が荒木村重に命じて築かせたと言われているが、この時期信長はまだ入京しておらず摂津に力を及ぼす状況ではなかった。従って、翌永禄11年（1568年）10月に和田惟政に摂津を任した時に築いたか、天正2年（1574年）に石山本願寺と毛利氏との警戒用に荒木村重に命じて築城したのではないかという説もある。築城には近江の「穴太衆」を呼び出しかなりの石垣を使用し、1年程度で完成させたと言われている。

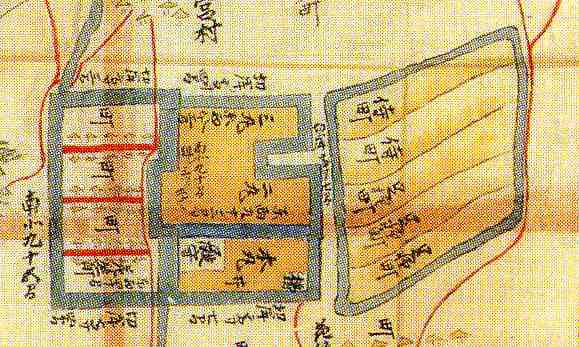
城郭部分の拡大図

天正6年（1578年）、村重が信長に反旗を翻したため（有岡城の戦い）、花隈城は荒木方（有岡城）の支城として戦ったが、池田恒興などに攻められて天正8年（1580年）に落城した。合戦の功によりこの地を与えられた池田恒興は兵庫城を築城したため、花隈城は廃城となった。兵庫城の築城にあたっては、花隈城の部材を転用したと伝えられている。
花隈城は岡山大学所蔵の「摂津花熊之城図」によると、中央部には本丸、二の丸、三の丸からなっており、本丸の西北隅に天守、東南隅に櫓があった。また東部には侍町2筋、足軽町は3筋、西部は町屋が4町ある。
推定地は、東は神戸市立神戸生田中学校辺り、西は花隈町と下山手通8丁目の境付近、北は県庁前道路付近、南はJRの高架下辺りの範囲であり、大規模な近世城郭に分類される。近くの福徳寺には「花隈城天守閣址碑」があり、この周辺が本丸跡地である。現在は、花隈城の本丸跡に、地下は駐車場、地上は公園となっている部分に「花隈城跡」と石碑がある。模擬石垣や模擬天守台があるが、規模からも花隈城を類推するものではなく、公園としての演出施設である。
すぐ南をJR神戸線が通っており、列車内からも石垣を見る事ができる。

## 花隈城の戦い

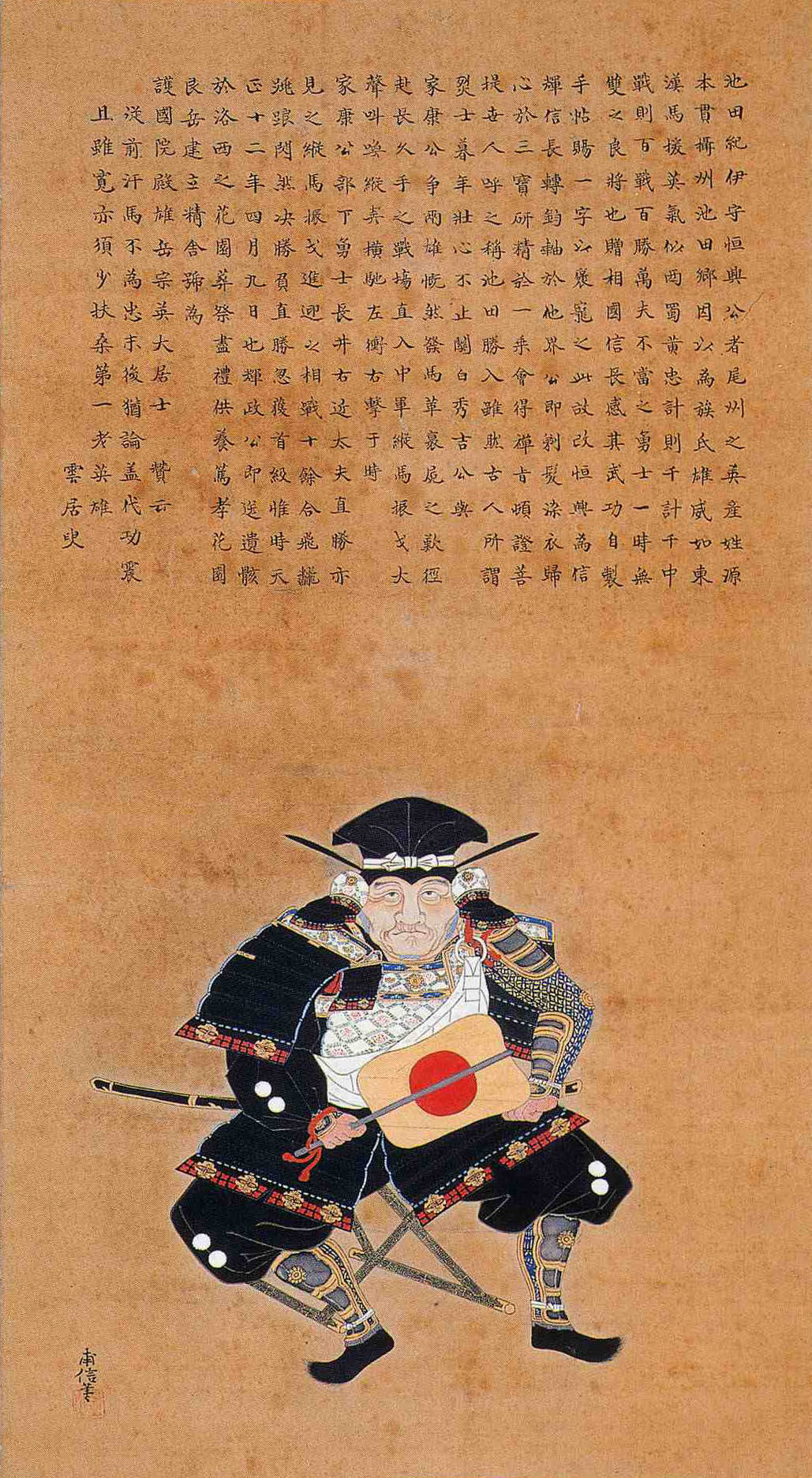
池田恒興画像/大阪城天守閣蔵

有岡城の戦いで有岡城を失い尼崎城も追われ、摂津最後の城となった花隈城に逃げ込んだ荒木村重の最後の砦となった。
当時の城主は『常山記談』によると「荒木元清」との記載があるが、『中川文書』によると「大河原具雅」が城主で、その部下が荒木元清との記載もある。
荒木軍を追撃してきた池田恒興と嫡男の元助は諏訪山に、次男の輝政は生田神社の森に、紀伊雑賀衆の援軍は大倉山に花隈城を囲むようそれぞれ陣取った。
戦端は天正8年（1580年）閏3月2日、荒木軍が花隈城より出撃して生田神社の森の池田輝政軍に攻めかかった。同時に周りの池田軍が花隈城へ攻撃、総大将の恒興自身も自ら5,6名程度を討ち取るなど乱戦になったが、結局勝敗はつかず両軍兵をひいた。
次の戦闘は同年7月2日、周りの草などで偽装して近づいてきた（偵察兵ではないかと思われる）池田輝政軍を花隈城兵が追い散らしたところに池田元助軍が加わり、更に池田恒興軍も加勢し、大手門周辺で戦闘になった。また別動隊が搦手より城内に侵入し、大手門を守る守備隊を背後から襲い、これに後詰の軍として待機していた紀州雑賀勢の援軍も加わり、花隈城を開城させることに成功した。この後村重は毛利氏の元へ亡命し、花隈城は廃城になる。
なお、尼崎城・花隈城の攻防に関しては荒木村重による信長への反逆とは別に、天正8年（1580年）閏3月に勅命によって織田信長と石山本願寺の顕如が和睦したのに対し、和睦と石山本願寺からの退去に反対して抵抗を続けようとした顕如の長男・教如を支持する一向一揆が荒木方に合流して信長への抗戦を続けようとしたとする説もある。これは、信長と顕如の和睦条件に石山本願寺・尼崎城・花隈城の開城が含まれていること、石山合戦の間も必ずしも本願寺に協力的とは言えなかった摂津西部の本願寺の門徒が村重の挙兵を機に一向一揆を起こして一部が籠城側に合流していることがあげられる。

## 城址および建造物
- 花隈公園（城址） - 池田宣政の書による「花隈城跡」碑と案内板
- 天守跡 - 「花隈城天守閣跡」碑と模擬櫓
- 復興天守台
- 模擬石垣

## 花隈公園の写真

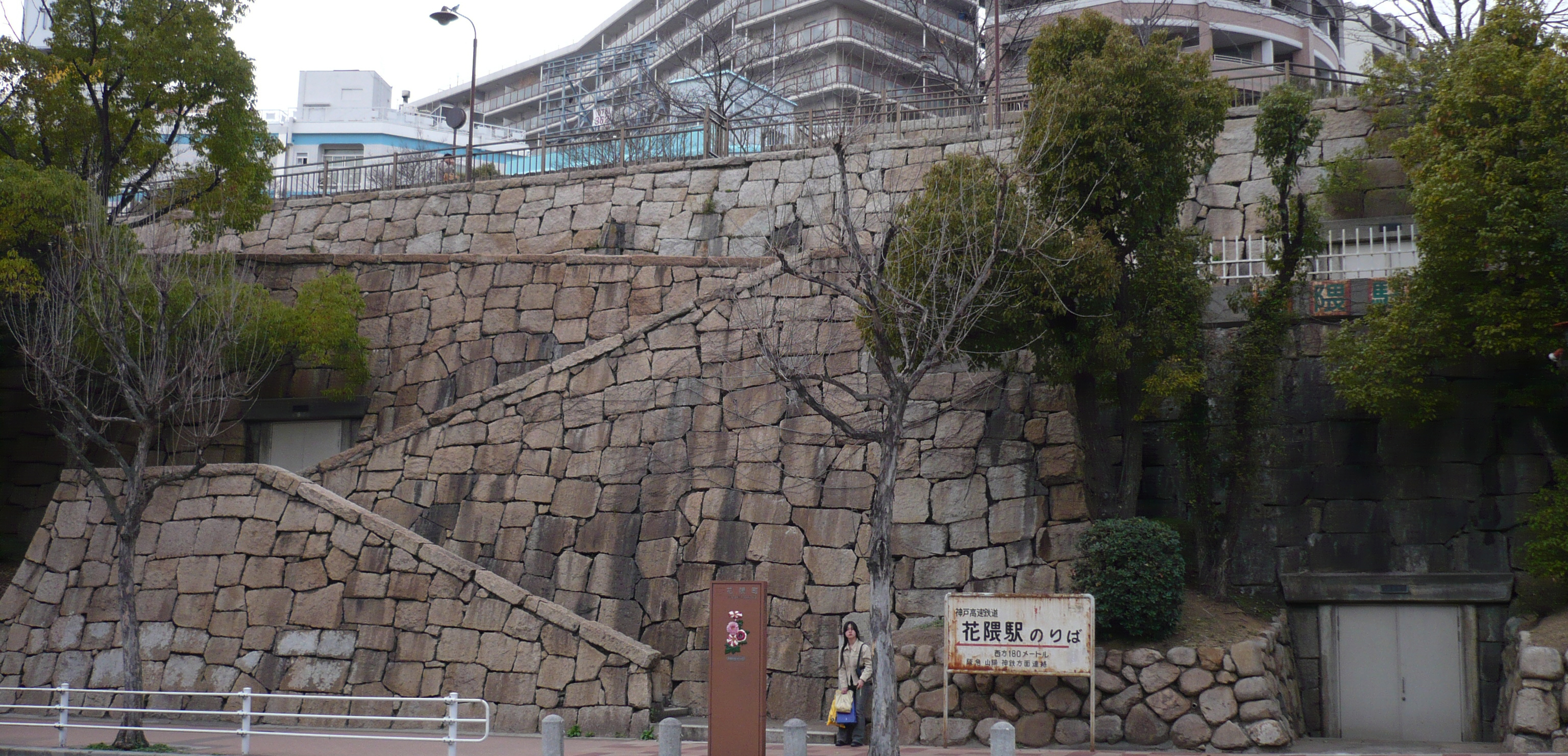
正面方向より撮影
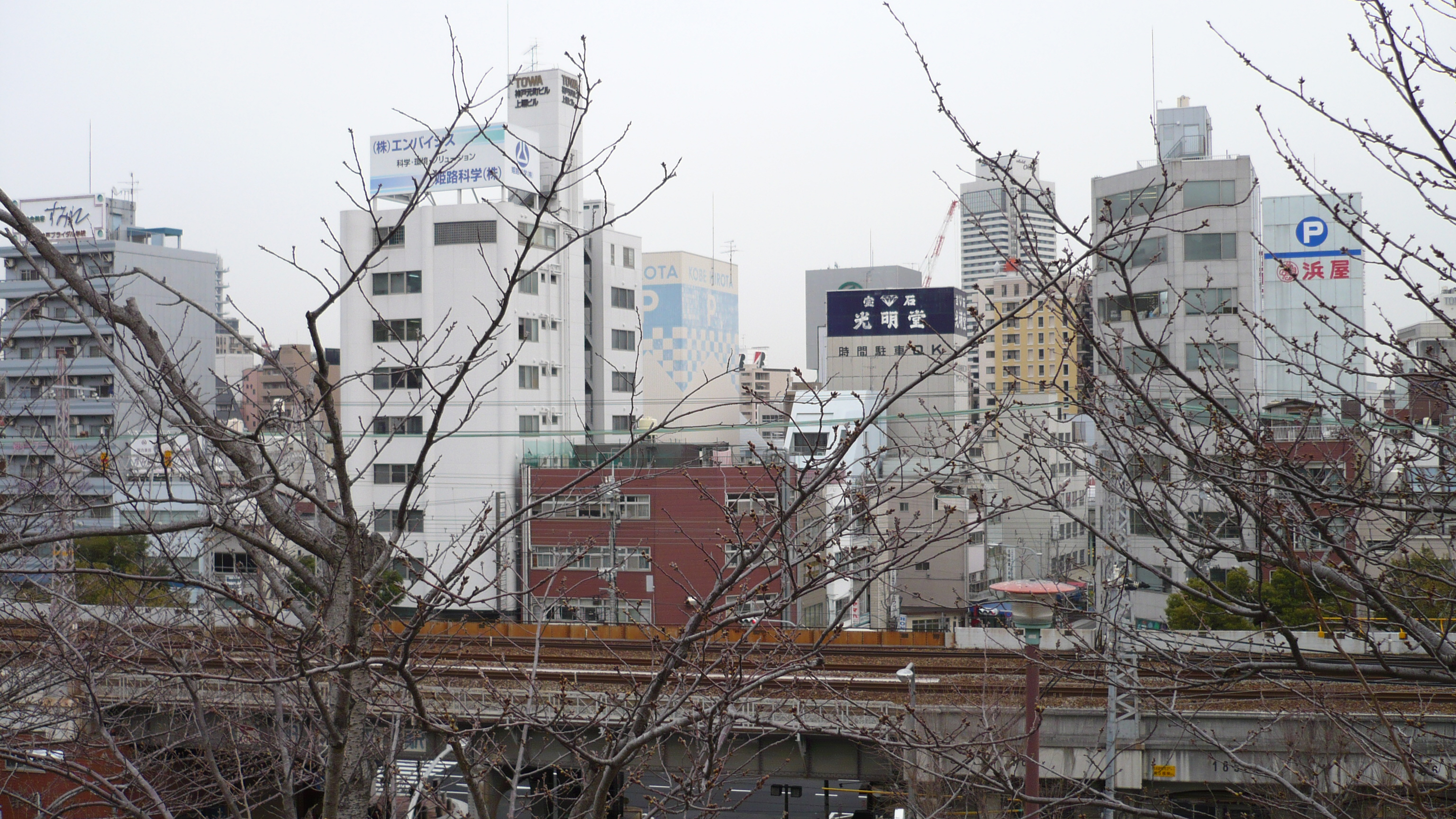
復興天守台からの眺望
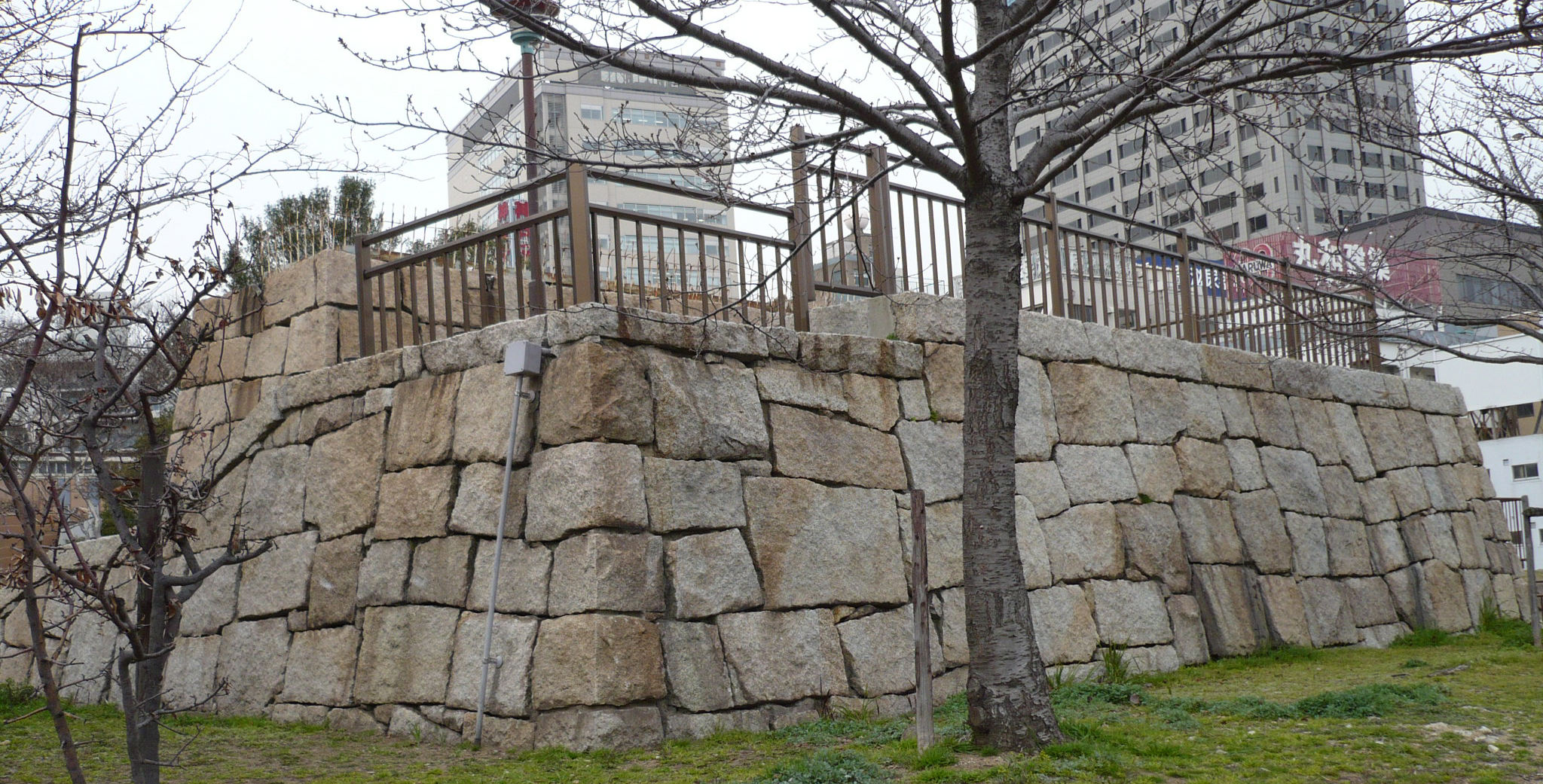
復興天守台
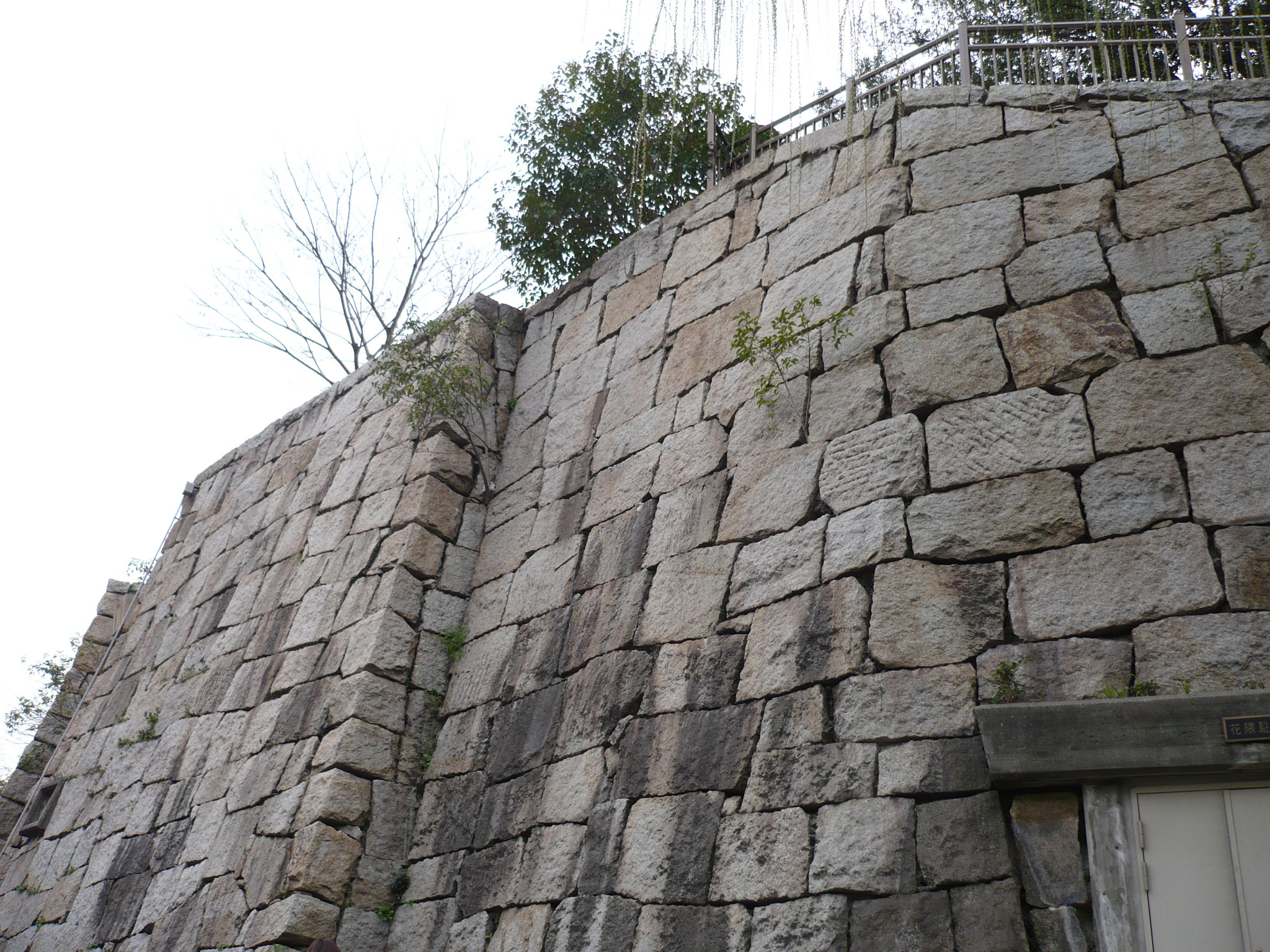
模擬石垣

## アクセス
- 電車でのアクセス

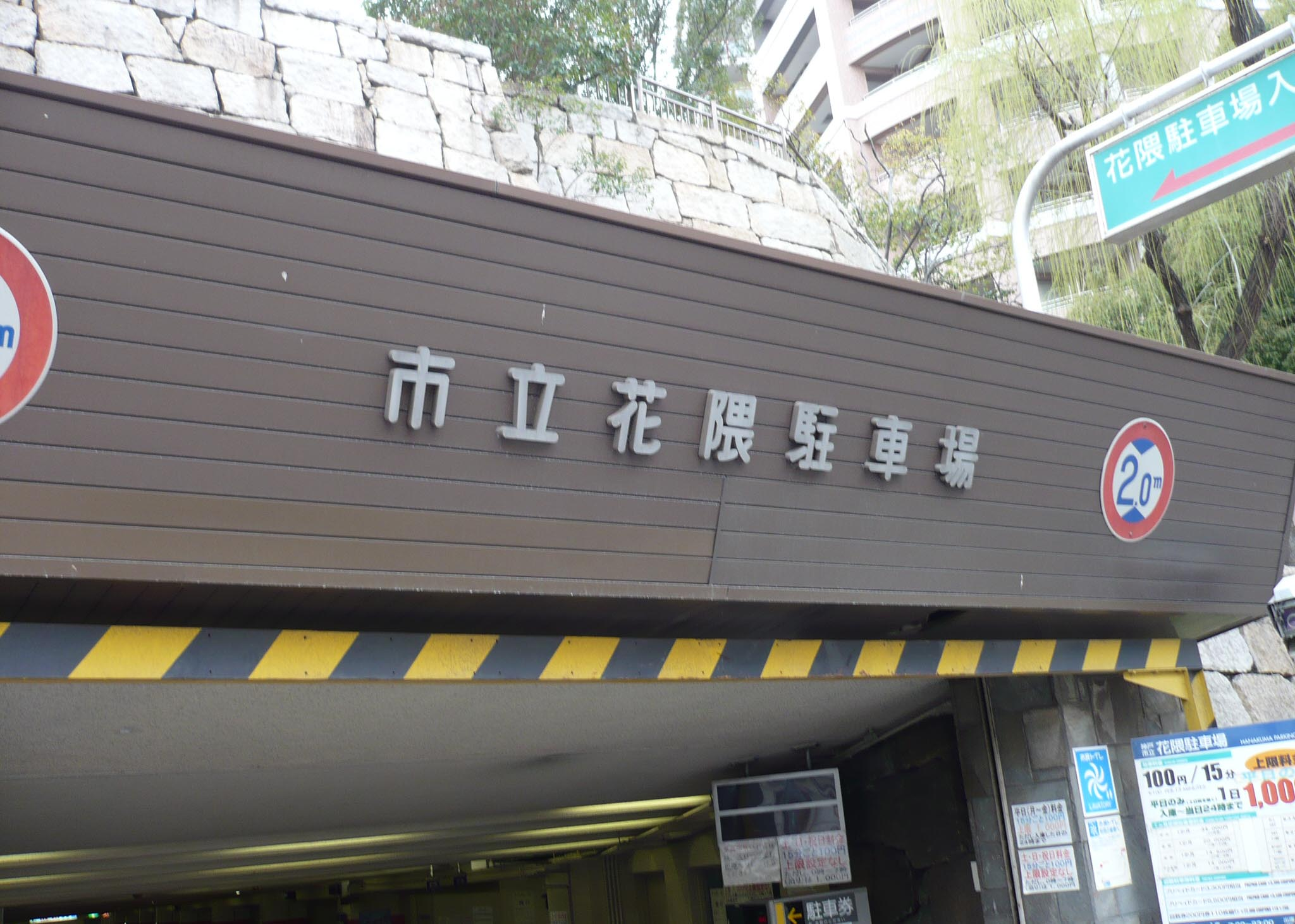
駐車場入口

  - JR神戸線（東海道本線）・阪神本線・神戸高速線「元町駅」徒歩5分
  - 阪急神戸高速線「花隈駅」徒歩2分
  - 神戸市営地下鉄山手線「県庁前駅」徒歩7分
- 車でのアクセス
  - 阪神高速神戸線京橋IC→国道2号
  - 公園が駐車場になっている

## 周辺
- 元町商店街
- 兵庫県公館